# ネゲヴ

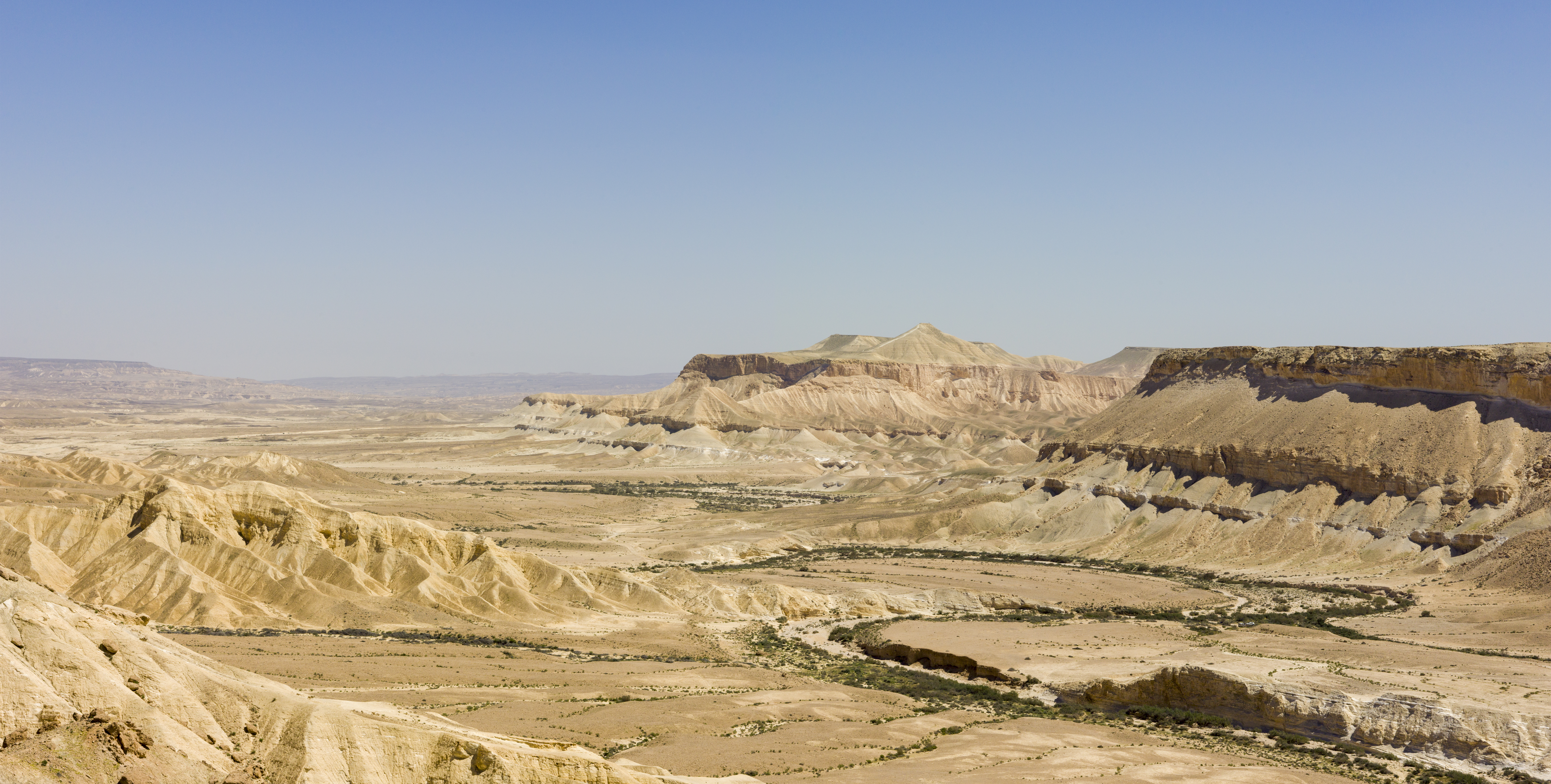
ネゲブ砂漠のEIN Avdat

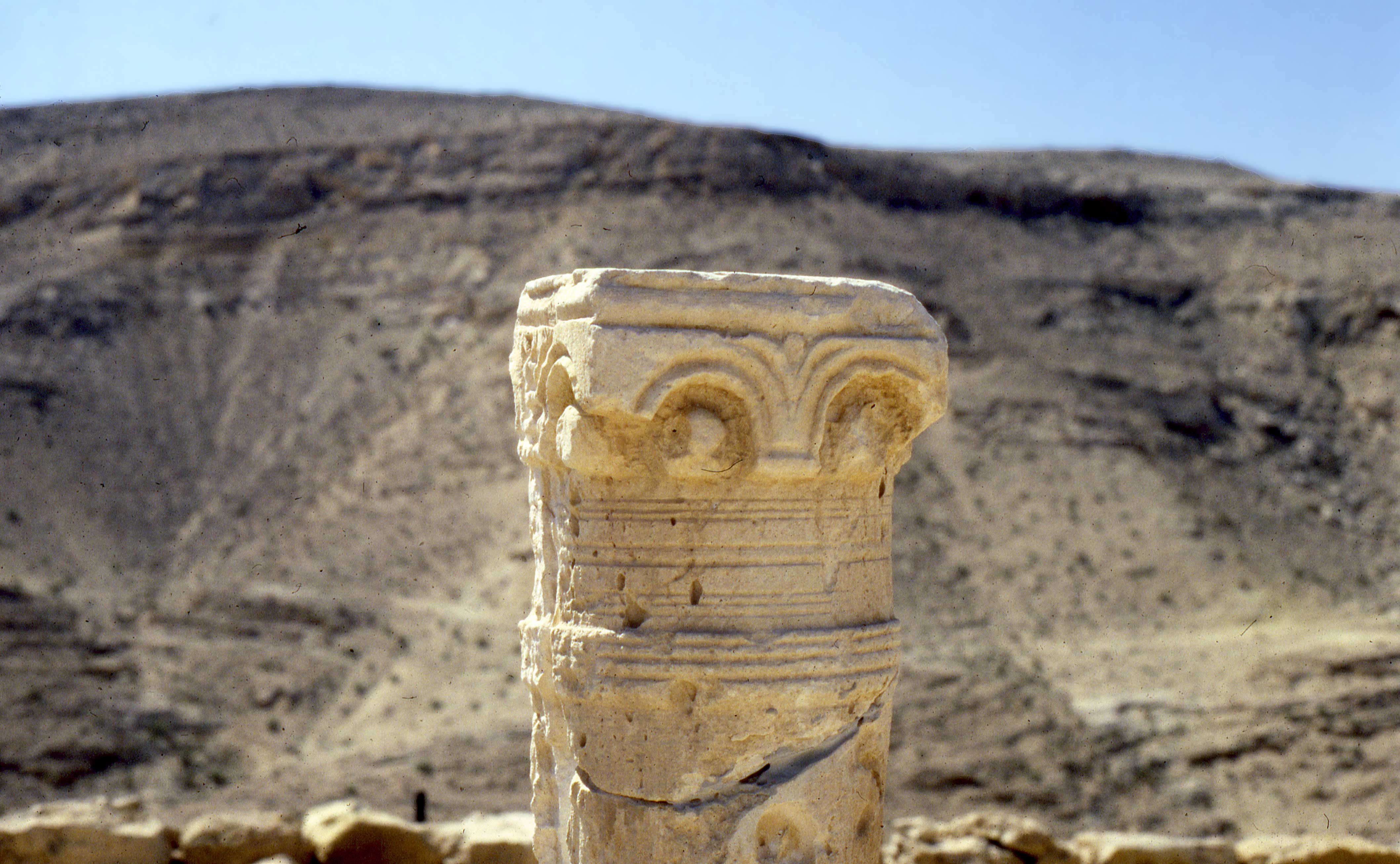
ネゲヴ砂漠の遺跡

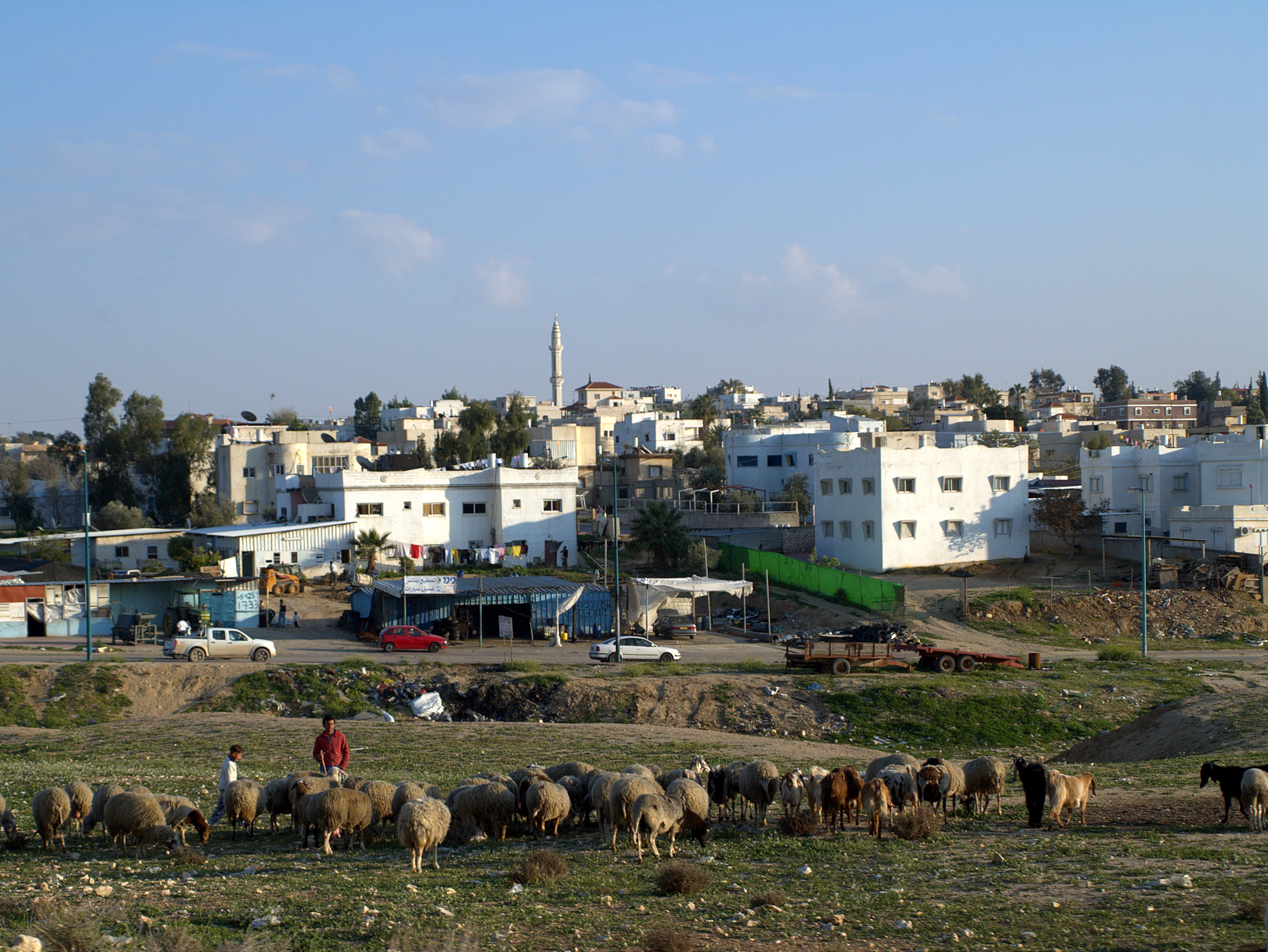
遊牧民の最大都市ラハト

ネゲヴ（ヘブライ語: נֶגֶב、ティベリア式発声: Néḡeḇ、アラビア語: النقب an-Naqab、英: Negev）は、イスラエル南部の砂漠地方である。そもそもは聖書ヘブライ語（古典ヘブライ語）で「南」の意。同国の行政上の南部地区の大部分を占める。日本では「ネゲブ砂漠」と表記されることが多い。
エゼキエル書20章46～47節によれば昔は森があったようである。

## 概要
総面積は1万3千平方キロメートル。西側ではシナイ半島の砂漠と接し、東はワジアラバ（Arabah）を境界とし、逆三角形を形づくっている。
北部のベエルシェバ（人口約20万人）が、最大の都市で地域の行政府である。その南端は、エイラート湾とリゾート都市のエイラートである。他の町としては、ディモナ、アラド、ミツペ・ラモン、ラハト(Rahat)やテルシェバ(Tel Sheva)などのいくつかの小さなベドウィンの町が含まれる。イスラエルはアラブ系のベドウィンの人々の定住政策を進めており、定められた居住区外での居住を認めていない。そのため、イスラエルが自治体として認めない「非公認の村」と呼ばれるベドウィンの村が幾つも存在する。「非公認の村」の住民は一切の行政サービスを受けられない。またイスラエル政府は住居や農作物の破壊といったベドウィンの人々の強制排除を随時行っており、法制化も進められている。イスラエルは、35の「非公認の村」を破壊し、4 - 7万人のベドウィンの人々を強制移住させる計画である。
また、レヴィヴィム(Revivim)やスデー・ボケル(Sde Boker)などいくつかのキブツのユダヤ人入植地もある。後者は、初代イスラエル首相のダヴィド・ベン＝グリオンによって創設され、政治から引退した後の彼の棲み家となった。
ベン＝グリオン大学の本拠地でもあり、ともにスデー・ボケルの隣のミドレシェット・ベン＝グリオン(Midreshet Ben-Gurion)キャンパスに位置するヤコブ・ブラウステイン砂漠研究所(Jacob Blaustein Institutes for Desert Research)やアルバート・カーツ砂漠研究国際学校(Albert Katz International School for Desert Studies)などの施設がある。ネゲヴ砂漠の都市ディモナの南東13キロメートルにはネゲブ原子力研究センター（Negev Nuclear Research Center、北緯31度0分4.7秒 東経35度8分40.2秒 / 北緯31.001306度 東経35.144500度）がある。
ネゲヴには興味深い文化的もしくは地理的な特徴がある。地理的特徴としては、3つの巨大なクレーター状の、侵食によるすり鉢型の地形（クレーター）が挙げられる。これは、この地域特有のマクテシム（マクテシュの複数形）であり、マクテシュ・ハガドル（大クレーター）、マクテシュ・ハカタン（小クレーター）とマクテシュ・ラモン（ラモン・クレーター）である。
点滴灌漑による農業が行われており、ブドウ農園とワイナリーがある。
2014年、砂漠の中に世界屈指の規模のタワー式太陽熱発電所、アシャリム発電所の建設が開始された。中央のタワー（アシャリム・ソーラータワー）は240mの予定だったが、当時世界最大の260メートルで完成し、2019年から発電が開始された。